# Phyllodromica virgulata
Phyllodromica virgulata är en kackerlacksart som först beskrevs av Bolívar 1878.  Phyllodromica virgulata ingår i släktet Phyllodromica och familjen småkackerlackor.
Artens utbredningsområde är Portugal. Inga underarter finns listade i Catalogue of Life.